# 시퀀스 (촬영술)
시퀀스(sequence)는 영화에서 몇 개의 관련된 장면을 모아서 이루는 구성단위를 가리킨다. 가령 한편의 영화가 여러 개의 에피소드로서 구성된다고 볼 경우, 그 에피소드가 곧 ‘시퀀스’인 것이다.
일반적으로 시퀀스는 시간과 장소들이 연결된다.
예를 들어 강도가 나오는 영화에서는
- 깡패 두목이 가담자를 모으는 시퀀스
- 강도 행각을 벌이는 시퀀스
- 도망치는 시퀀스 등의 시퀀스

가 있을 수 있다.
시퀀스는 여러개의 하위 시퀀스로 구성될 수도 있다.
예를 들어 강도 행각을 벌이는 시퀀스는
- 강도가 침입하는 시퀀스
- 경보장치를 건드리는 시퀀스

등으로 구성될 수 있다.
시퀀스는 영화의 구조를 설명하기 위해 사용되는 구조계층적인 개념 중 하나이다. 이러한 방법으로 영화를 분석해 보면, 영화의 막은 1~2개의 시퀀스로 구성되어 있고, 시퀀스는 또다시 여러개의 신(Scene)으로 구성된다는 것을 알 수 있다. 그리고 각 신은 여러 장의 컷(cut)으로 구성된다.